# Can Balasc (Rubí)
Can Balasc és un mas al terme de Rubí (el Vallès Occidental) protegit com a bé cultural d'interès local.

## Arquitectura
Masia de planta gairebé quadrangular, de tres crugies, amb edificacions annexes, propera al tipus III-11 (classificació de Danès i Torres), però diferent quant a la distribució interior, ja que es tracta d'una reforma feta a finals del segle xix. Té una torre central, com a eix de comunicació vertical que allotja l'escala principal però aquesta no està integrada a la distribució interior i l'accés a cada pis és independent. La composició del cos principal de la façana és simètrica amb tres estrats molt clars, però la balconada dona a l'est, trenca la simetria i li atorga un aire colonial. La façana conté un seguit d'elements propis de l'arquitectura neoclàssica, com l'emmarcament de les finestres, el frontó acabat amb un rellotge mecànic, l'estuc imitant petits carreus i els esgrafiats. L'accés a l'edifici es fa per una escala i pòrtic amb columnes i està rematat amb barana de balustres prefabricats. Cal destacar la fusteria, els vidres de colors a la torre, les encavallades del celler, els elements de forja i la torre exterior de defensa de planta circular.

## Història
La família Balasc ja posseïa aquestes terres abans del 1164. Restà subjecta a les servituds del Castell de Rubí fins a l'any 1383, que fou quan Ferrer de Balasc, en unió amb altres propietaris de masos es redimí dels mals usos del senyor de castell. Antigament hi havia dues masies o masets agregats a Can Balasc, avui desapareguts: Can Massaguer i Can Desmenart. Els membres de la família Balasc foren batlles reials des del segle xv fins a 1835. L'any 1882 Josep Ubach i Balasc refeu la masia tot donant-li un aire modern.